# Velká Ledhuje

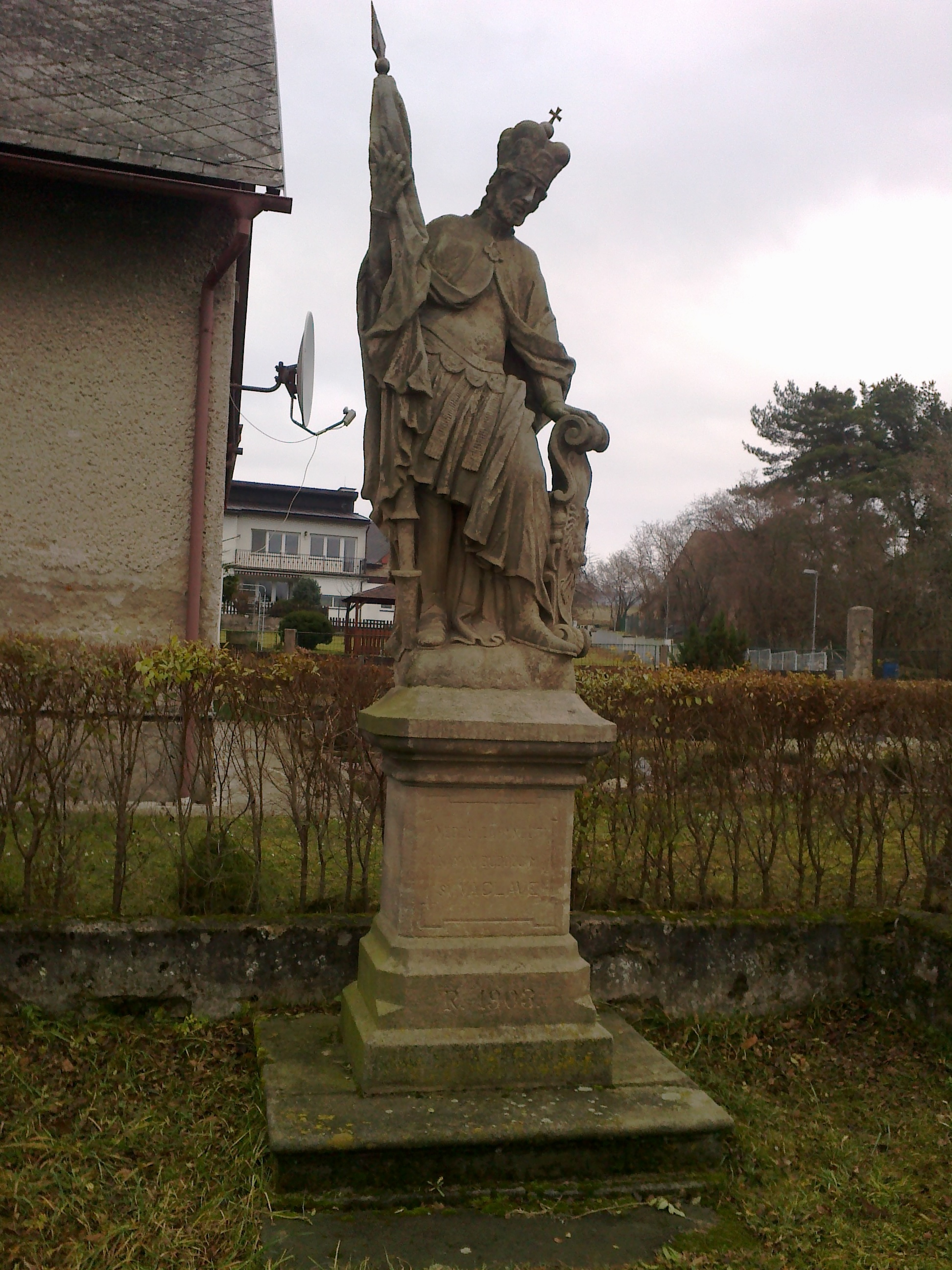
Statue des hl. Wenzel

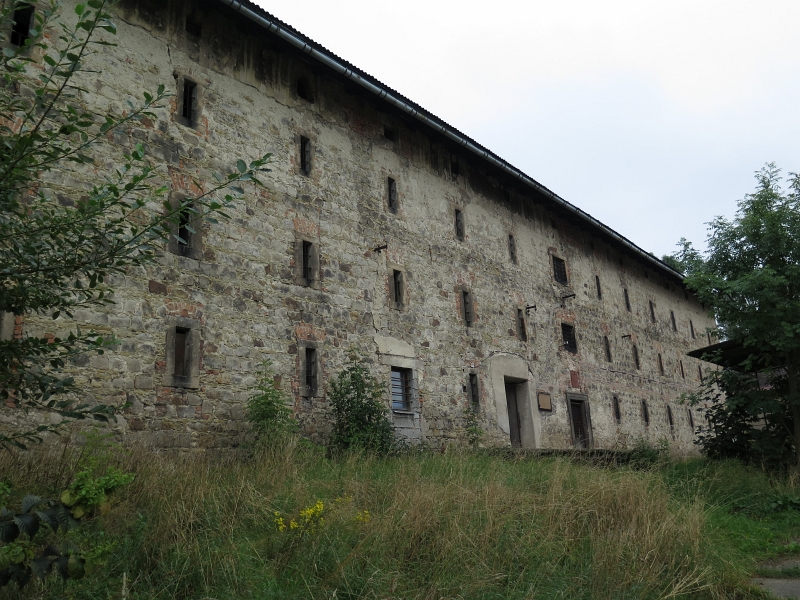
Speicher

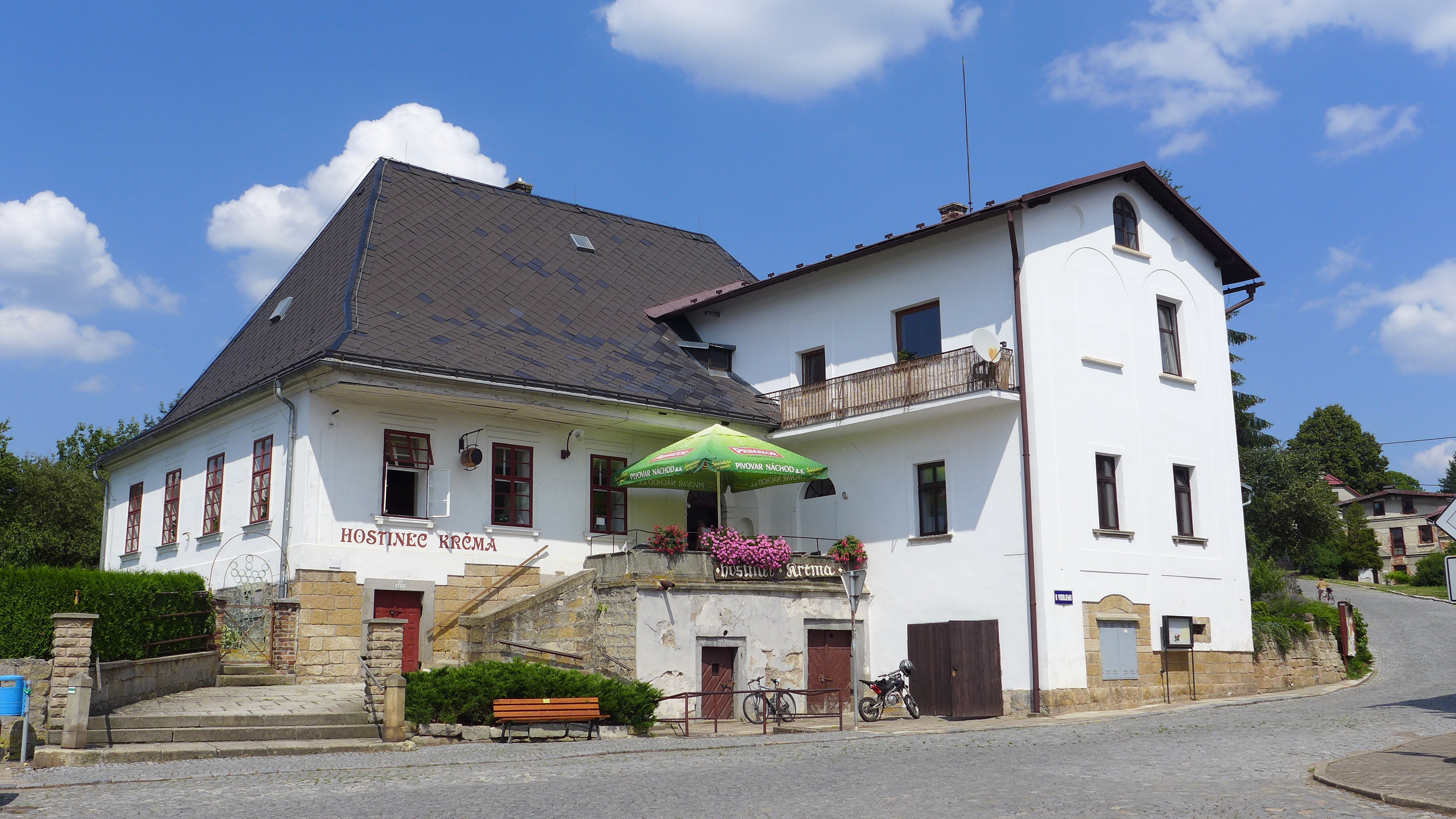
Gasthaus Krčma

Velká Ledhuje (deutsch Groß Ledhuj, 1939–45 Groß Ledhui, früher Ledhuj) ist ein Ortsteil der Stadt Police nad Metují in Tschechien. Er liegt unmittelbar östlich von Police nad Metují und gehört zum Okres Náchod.

## Geographie
Velká Ledhuje erstreckt sich im Tal der Ledhujka in der Polická vrchovina (Politzer Bergland). Nördlich erhebt sich der Klůček (614 m n.m.), im Osten die Hora (593 m n.m.) und südöstlich der Chlum (606 m n.m.).
Nachbarorte sind Hlavňov im Norden, Ochoz im Nordosten, Suchý Důl und Slavný im Osten, Bělý im Südosten, Nízká Srbská, Škutiny und Bezděkov nad Metují im Süden, Radešov im Südwesten, Police nad Metují im Westen sowie Malá Ledhuje und Bukovice im Nordwesten.

## Geschichte
Das im Zuge der Kolonisation des Politzer Sprengels durch das Kloster Břevnov wahrscheinlich in den 1230er Jahren  gegründete Dorf wurde 1406 erstmals urkundlich erwähnt. Es wird angenommen, dass die Kolonisten aus Provodov bzw. der Gegend um Poděbrady stammten. Ledhuj gehörte danach über Jahrhunderte zur Stiftsherrschaft Braunau und unterstand der Propstei Politz. Nach der Aufhebung der Propstei Politz durch Kaiser Joseph II. im Jahre 1775 wurde daraus die Stiftsherrschaft Politz gebildet; unter der Bedingung der Zahlung einer jährlichen Pauschale von den Einkünften an den Religionsfonds verblieb sie im Besitz der Doppelabtei Braunau-Breunau.
Im Jahre 1836 bestand das im Königgrätzer Kreis gelegene Dorf Ledhug aus 72 Häusern, in denen 527 tschechischsprachige Personen lebten. Im Ort befanden sich das herrschaftliche Bräuhaus, die Branntweinbrennerei, ein Meierhof mit Schäferei, eine Mühle und ein Wirtshaus. Pfarrort war Politz. Bis zur Mitte des 19. Jahrhunderts blieb das Dorf der Stiftsherrschaft Politz untertänig.
Nach der Aufhebung der Patrimonialherrschaften bildete Ledhuje/Ledhuj ab 1849 mit dem Ortsteil Bukovice eine Gemeinde  im Gerichtsbezirk Politz. Im Jahre 1868 wurde die Gemeinde dem Bezirk Braunau zugeordnet. Bukovice wurde 1877 eigenständig. Die südlich von Politz am linken Ufer der Ledhujka verstreuten Häuser wurden Malá Ledhuje/Klein Ledhuj genannt, während das eigentliche Dorf zunehmend als Velká Ledhuje/Groß Ledhuj bezeichnet wurde. Zu Beginn des 20. Jahrhunderts wurde Ledhuj als Gemeindename verwendet.
Da die ungünstigen Gemarkungsgrenzen die Erweiterungsmöglichkeiten der zu Beginn des 20. Jahrhunderts aufstrebenden Stadt Politz stark einschränkten, wurde 1920 der Zusammenschluss mit der Gemeinde Ledhuj, deren Kataster die Stadt an drei Seiten umschloss, vereinbart. Nach dessen Genehmigung erfolgte 1922 die Eingemeindung von Velká Ledhuje und Malá Ledhuje. Noch in den 1920er Jahren entstanden nördlich und östlich von Politz auf der Gemarkung von Velká Ledhuje zwei neue Wohnsiedlungen, auf die der Name Malá Ledhuje übertragen wurde. Nach dem Münchner Abkommen verblieb Velká Ledhuje bei der „Resttschechei“ und wurde dem Okres Náchod zugeordnet. Nach dem Ende des Zweiten Weltkrieges kam Velká Ledhuje zum Okres Broumov zurück. Im Zuge der Gebietsreform von 1960 erfolgte die Aufhebung des Okres Broumov, seitdem gehört Velká Ledhuje zum Okres Náchod. Malá Ledhuje verlor zu Beginn des Jahres 1974 den Status eines Ortsteils von Police und wurde Velká Ledhuje zugeordnet. 1991 hatte Velká Ledhuje 2582 Einwohner. Im Jahre 2001 bestand der Ortsteil aus 384 Wohnhäusern, in denen 2472 Menschen lebten. Der überwiegende Teil der Einwohner lebt in den beiden Vorstadtsiedlungen von Malá Ledhuje.

## Ortsgliederung
Der Ortsteil Velká Ledhuje bildet den flächenmäßig größten Katastralbezirk der Stadt Police nad Metují und umschließt die Kernstadt im Osten und Norden. Zu Velká Ledhuje gehören die Ansiedlungen Malá Ledhuje (Klein Ledhuj) und Ochoz (Ochos).

## Sehenswürdigkeiten
- Markussäule, geschaffen 1716
- Statue des hl. Markus, geschaffen 1903
- Statue des hl. Markus, von 1716, am Haus Nr. 218
- Statue des hl. Florian, von 1779, am Haus Nr. 117